# 千葉県道75号東金豊海線

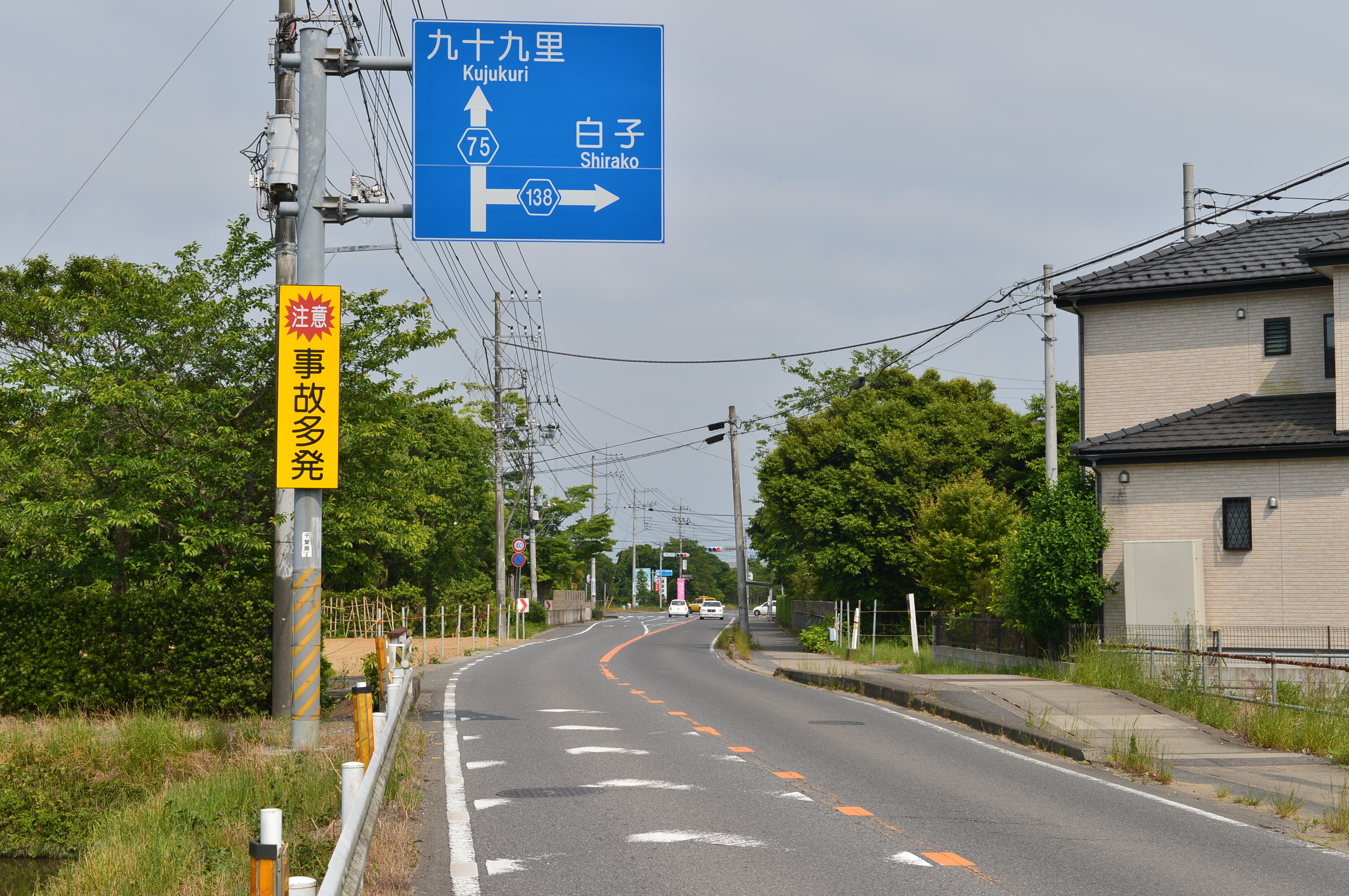
千葉県道75号東金豊海線
東金市豊海（2015年5月）

千葉県道75号東金豊海線（ちばけんどう75ごう とうがねとようみせん）は、千葉県東金市から山武郡九十九里町に至る県道（主要地方道）である。

## 概要
東金市中心市街から、九十九里町不動堂の豊海海岸を通る千葉県道30号飯岡一宮線（九十九里ビーチライン）を結ぶ路線。県道25号とともに、東金市中心部と九十九里浜を結ぶ。路線名の「豊海」は、昭和の大合併で九十九里町が成立する以前の旧自治体のひとつである、豊海町に由来する。

### 路線データ
- 起点：東金市東上宿・南上宿 豊海県道入口交差点（国道126号・千葉県道119号東金源線交点）
- 終点：山武郡九十九里町不動堂 豊海海岸入口交差点（千葉県道30号飯岡一宮線・千葉県道405号九十九里一宮大原自転車道線交点）
- 総延長：8,139m
- 認定年月日：1955年（昭和30年）3月4日

## 道路施設
- 幸田橋（真亀川）

## 地理

### 通過する自治体
- 千葉県
  - 東金市 - 山武郡九十九里町

### 交差する道路
- 国道126号・千葉県道119号東金源線（東金市東金・豊海県道入口交差点）
- 千葉県道138号正気茂原線（東金市幸田・幸田交差点）
- 千葉県道123号一宮片貝線（九十九里町下貝塚/不動堂・下貝塚交差点）
- 千葉県道30号飯岡一宮線・千葉県道405号九十九里一宮大原自転車道線（九十九里町不動堂・豊海海岸入口交差点）

### 沿線
- 九十九里西野郵便局（九十九里町大沼）
- 九十九里変電所（九十九里町不動堂）
- 九十九里町立豊海保育所（九十九里町不動堂）
- 九十九里有料道路不動堂インターチェンジ
- 九十九里浜